# Weltmeisterschaften im Bogenschießen 1932
Die zweiten Weltmeisterschaften im Bogenschießen fanden vom 11. bis zum 16. August 1932 im polnischen Warschau statt und wurden von der Fédération Internationale de Tir à l’Arc (FITA) ausgerichtet. Es beteiligten sich Teilnehmer aus fünf Nationen (Belgien, England, Frankreich, Polen und Tschechoslowakei), Männer und Frauen traten in gemeinsamen Wettbewerben an. Weltmeister im Einzel wurde der Belgier Laurent Reith vor den Polen Zbigniew Kosiński und Janina Kurkowska, im Mannschaftswettbewerb sicherte sich die polnische Mannschaft um Zbigniew Kosiński, Michał Sawicki und Zygmunt Łotocki den Titel.

## Ergebnisse

### Einzel
| Rang | Name                   | Land             | 70 m | 50 m | 30 m | Total |
| ---- | ---------------------- | ---------------- | ---- | ---- | ---- | ----- |
| 1    | Laurent Reith          | Belgien          | 80   | 164  | 212  | 456   |
| 2    | Zbigniew Kosiński      | Polen            | 94   | 154  | 165  | 413   |
| 3    | Janina Kurkowska       | Polen            | 77   | 168  | 161  | 406   |
| 4    | Louisa Sandford        | England          | 101  | 147  | 154  | 402   |
| 5    | Michał Sawicki         | Polen            | 88   | 148  | 163  | 399   |
| 6    | René Maureau           | Frankreich       | 87   | 139  | 169  | 395   |
| 7    | Zygmunt Łotocki        | Polen            | 102  | 137  | 139  | 378   |
| 8    | Marja Królówna         | Polen            | 79   | 132  | 138  | 349   |
| 9    | Maurice Denape         | Frankreich       | 54   | 149  | 143  | 346   |
| 10   | Jaroslav Lenéček       | Tschechoslowakei | 54   | 152  | 127  | 333   |
| 11   | Gaston Quentin         | Frankreich       | 42   | 140  | 144  | 326   |
| 12   | Ernest Nelson          | England          | 89   | 106  | 123  | 318   |
| 13   | Józef Wiecki           | Polen            | 64   | 118  | 106  | 288   |
| 14   | Kazimierz Sokołowski   | Polen            | 63   | 85   | 133  | 281   |
| 15   | Marja Trajdosówna      | Polen            | 37   | 74   | 166  | 277   |
| 16   | Stanisław Lewiński     | Polen            | 80   | 78   | 115  | 273   |
| 17   | Paul Demare            | Frankreich       | 44   | 91   | 122  | 257   |
| 18   | Jan Horn               | Tschechoslowakei | 53   | 79   | 100  | 232   |
| 19   | Charles Macquoid       | England          | 47   | 75   | 107  | 229   |
| 20   | Lord Revelstoke        | England          | 46   | 70   | 103  | 219   |
| 21   | Phyllis Search         | England          | 33   | 77   | 102  | 212   |
| 22   | Louise Nettleton       | England          | 57   | 72   | 80   | 209   |
| 23   | Eda Vána               | Tschechoslowakei | 42   | 74   | 90   | 206   |
| —    | Georges De Rous        | Belgien          | —    | —    | 222  | 222   |
| —    | Stanisława Trajdosówna | Polen            | —    | 86   | 108  | 194   |
| —    | Marja Kościeszanka     | Polen            | —    | 69   | 104  | 173   |
| —    | Sylvia Macquoid        | England          | —    | 81   | 71   | 152   |
| —    | Irena Komańska         | Polen            | —    | 85   | 48   | 133   |
| —    | Stanisława Sikorówna   | Polen            | —    | —    | 78   | 78    |
| —    | Joean Robyn            | Belgien          | —    | —    | 18   | 18    |

### Mannschaft
| Rang | Land                                                                  | 30 m         | 40 m           | 50 m           | Total           |
| ---- | --------------------------------------------------------------------- | ------------ | -------------- | -------------- | --------------- |
| 1    | Polen BZbigniew Kosiński (2) Michał Sawicki (5) Zygmunt Łotocki (7)   | 28494 88 102 | 439154 148 137 | 467165 163 139 | 1190413 399 378 |
| 2    | Polen AJanina Kurkowska (3) Marja Królówna (8) Marja Trajdosówna (15) | 19377 79 37  | 374168 132 74  | 465161 138 166 | 1032406 349 277 |
| 3    | FrankreichRené Maureau (6) Maurice Denape (9) Paul Demare (17)        | 18587 54 44  | 379139 149 94  | 434169 143 122 | 998395 346 257  |
| 4    | EnglandLouisa Sandford (4) Ernest Nelson (12) Louise Nettleton (22)   | 247101 89 57 | 325147 106 72  | 357152 123 80  | 929402 318 209  |
| 5    | TschechoslowakeiJaroslav Lenéček (10) Jan Horn (18) Eda Vána (23)     | 14954 53 42  | 305152 79 74   | 317127 100 90  | 771333 232 206  |